# さじろう
さじろう（1980年7月23日 - ）は、日本のイラストレーター、グラフィックデザイナー、漫画家でもある。本名は伊藤政史（いとうまさし）。
神奈川県川崎市生まれ。神奈川県川崎市、静岡県静岡市、埼玉県越谷市で育ち、神奈川県川崎市在住。

## 来歴・人物
神奈川県川崎市幸区に生まれる。3歳時、新聞の折り込み広告の裏をなぞることが好きで、文字を覚えるのが早かったが全て鏡文字で覚えたので直すのが大変だったという。
初めて考えた将来の夢は漫画家。鳥山明や藤子不二雄に大きな影響を受ける。親の転勤が多かったことで学生時代を神奈川県川崎市、静岡県静岡市、埼玉県越谷市で育つ。
高校時代はバンド活動にのめり込み、ほとんど絵を描いていなかったという。バンドのメンバーに現EXILEのATSUSHI_(歌手)がいたことから2014年に放送されたNHK『SONGS』にも出演したことがある。現在でもベーシストとして趣味で音楽活動を行なっている。
日本工学院専門学校を卒業後、東京都千代田区のデザイン会社MDファクトリーに入社。様々なミュージシャンのグッズやライブロゴなどをデザイン。退社後フリーランスへ。
イラストを中心にグラフィックデザインでも活動中。

## 作風
鉛筆、ペン、水彩、アクリル、デジタルペイントなどを主に使用し、2頭身キャラクターからリアルなタッチまで幅広く表現している。
趣味が登山やキャンプなどから、自然系のイラスト制作にも力を入れている。